# Skraffering

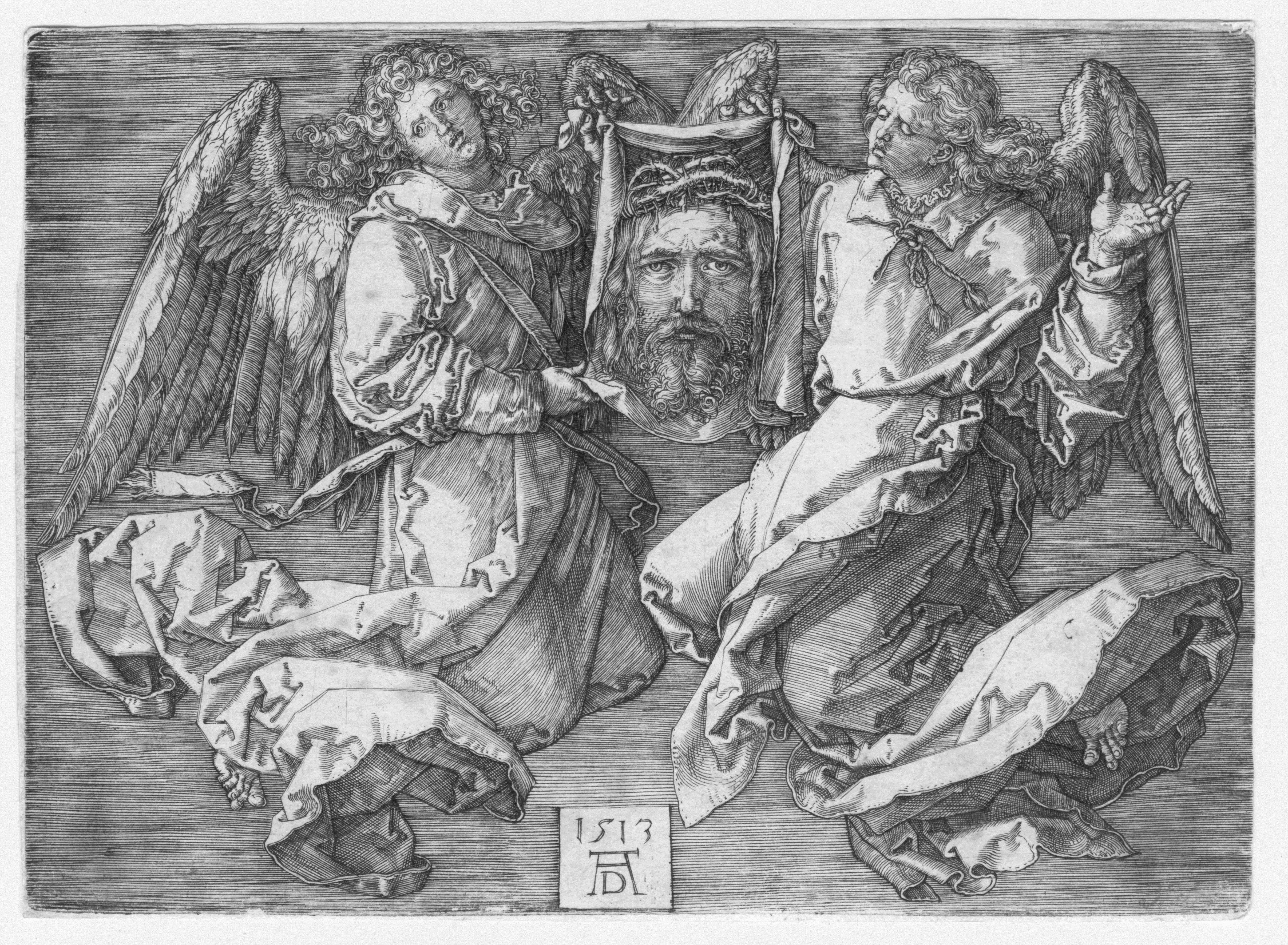
Albrecht Dürers, Veronica, gravyr från 1513, innehåller exempel på både skraffering av till exempel bakgrunden, och korsskuggning i många mörkare områden (vilket syns om bilden visas i full storlek).

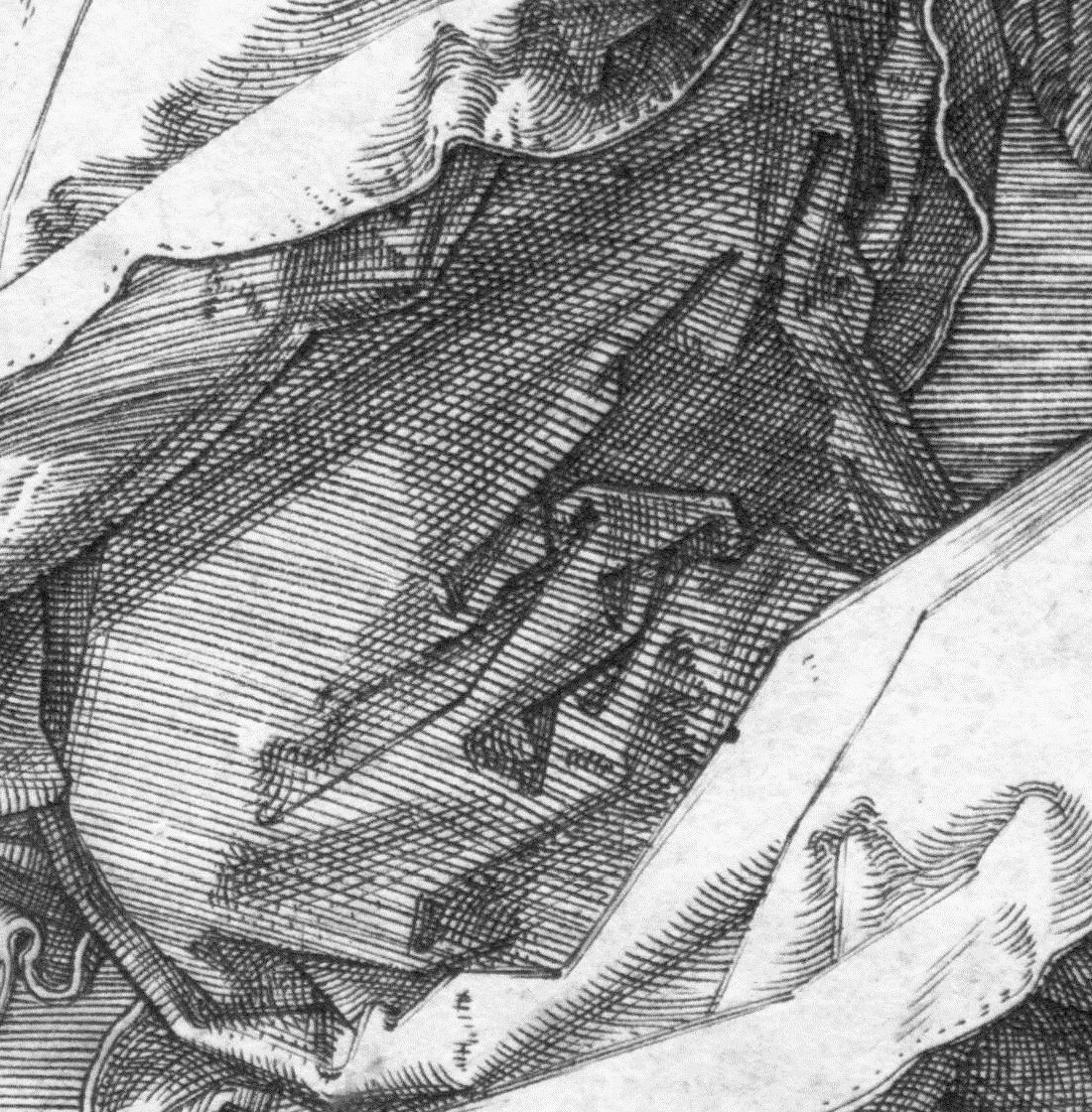
Detalj från Veronica

Skraffering (från italienska sgraffiare, rista; jfr sgraffito) eller sgraffering är parallella linjer som antyder skugga och djup i teckningar, gravyrer och liknande. Kombinerad skraffering i motsatta riktningar, för att till exempel åstadkomma skuggningar, kallas korsskuggning.
Skraffering användes framförallt i gamla tiders gravyrer, etsningar och liknande konsttryck. I modern bildframställning med reproteknik används ofta raster i stället för skraffering. Även om många tecknare fortfarande använder skraffering, kan det för tecknaren vara enklare och gå snabbare att använda sig av rastermallar, fotografier bryts ner i raster genom sina pixlar och trycktekniken är mer anpassad till den typen av bildåtergivning i detaljerna.
Skraffering används också på särskilda sätt inom olika former av bildframställning, särskilt när bilden är svartvit och man vill markera olika ytor i bilden på ett schematiskt sätt. Skrafferingen får då inte betydelse för framhävande av skuggor och djup i bilden, utan tvärtom lyfter den fram ytor som särskilt skall markeras. Oavsett om skrafferingen används i det förstnämnda syftet eller i det senare, är skrafferingen alltid ämnad att förtydliga bilden på något sätt.
I tekniska ritningar används av den anledningen skraffering ofta för att förtydliga en ritning som är tecknad med enkla linjer, och här är det ytor och innehåll som skall förklaras. Den tekniska skrafferingen kan här ges särskilda innebörder beroende på hur strecken går. Dessa skrafferingar fastställs genom tekniska standarder. Inom kartografi har man ofta använt skraffering både för att markera olika områden på en karta och för att markera terräng, exempelvis i form av höjdformationer, en typ av skraffering som också kan förekomma på färglagda kartor. Inom heraldik finns särskilda system för att via skraffering med parallella linjer i olika riktningar kunna uttrycka tinkturer i svartvita framställningar av heraldiska vapen eller på sigill och vapenringar.

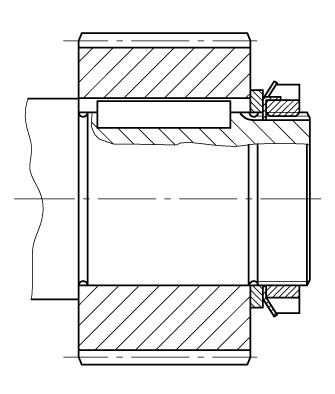
Skraffering i en teknisk ritning.
Exempel på hur skraffering används för att markera olika ämnen i tekniska sammanhang, enligt standarden DIN 201.
Skraffering visar färger i svartvitt.
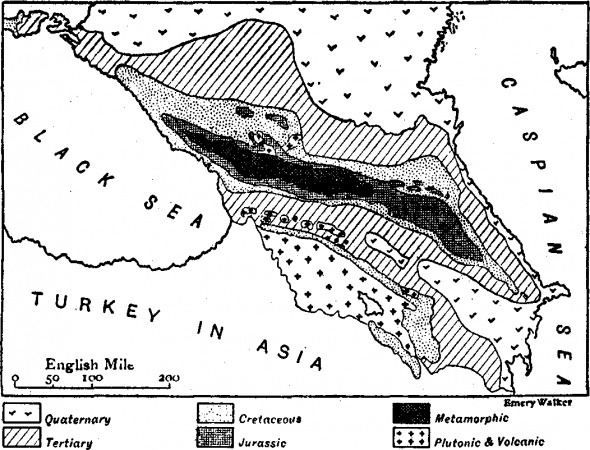
Skraffering på en karta, för att visa olika bergarter.
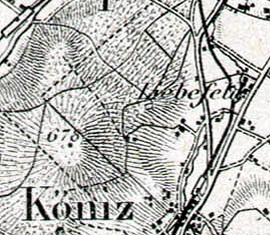
Skraffering använd som höjdmarkering på en karta.